# هانس لانج
هانس لانج (بالإنجليزية: Hans Lange؛ بالألمانية: Hans Lange) هو موزع ألماني وأمريكي، ولد في 17 فبراير 1884 في إسطنبول في تركيا، وتوفي في 13 أغسطس 1960 في ألباكركي في الولايات المتحدة.

## وصلات خارجية
- هانس لانج على موقع ميوزك برينز (الإنجليزية)